# Aloe tormentorii
Aloe tormentorii ist eine Pflanzenart der Gattung der Aloen in der Unterfamilie der Affodillgewächse (Asphodeloideae). Das Artepitheton tormentorii stammt aus dem Lateinischen und verweist auf den Typusfundort Gunner’s Quoin auf Round Island.

## Beschreibung

### Vegetative Merkmale
Aloe tormentorii wächst stammlos oder gelegentlich kurz stammbildend und bildet gelegentlich große Klumpen. Der Stamm ist niederliegend. Die eiförmig spitz zulaufenden Laubblätter bilden eine dichte Rosette. Die hellgrüne oder bläuliche Blattspreite ist etwa 60 Zentimeter lang und 15 Zentimeter breit. Die Zähne am Blattrand sind knorpelig.

### Blütenstände und Blüten
Der Blütenstand weist drei bis vier Zweige auf und erreicht eine Länge von 60 bis 120 Zentimeter. Die dichten Trauben sind 30 Zentimeter lang. Die deltoiden Brakteen weisen eine Länge von 1 bis 2 Millimeter auf. Die orangeroten, grün gespitzten Blüten stehen an 13 bis 20 Millimeter langen Blütenstielen. Sie sind 14 bis 17 Millimeter lang und an ihrer Basis kurz verschmälert. Oberhalb des Fruchtknotens sind die Blüten leicht verengt und schließlich zur Mündung leicht erweitert. Ihre äußeren Perigonblätter sind auf einer Länge von 9 bis 12 Millimetern nicht miteinander verwachsen. Die Staubblätter und der Griffel ragen etwa 1 Millimeter aus der Blüte heraus.

### Früchte
Die Früchte sind Beeren.

## Systematik und Verbreitung
Aloe tormentorii ist auf Mauritius auf exponierten Hügelhängen in Höhen von 240 bis 310 Metern verbreitet.
Die Erstbeschreibung als Lomatophyllum tormentorii durch Wessel Marais wurde 1975 veröffentlicht. Leonard Eric Newton und Gordon Douglas Rowley stellten die Art 1996 in die Gattung Aloe.

## Nachweise